# Indalens pastorat
Indalens pastorat var ett pastorat i Medelpads kontrakt i stiftet Härnösands stift i Svenska kyrkan. Pastoratet uppgick 1 januari 2025 i Medelpads norra pastorat.
Pastoratskoden var 100711.
Pastoratet omfattade följande församlingar:
- Indals församling
- Sättna församling
- Lidens församling
- Holms församling